# فرزوغة
فرزوغة هي قرية من قرى الجبل الأخضر في ليبيا. تبعد حوالي 12 كم من مدينة المرج إلى الغرب، وتبعد حوالي 82 كم من بنغازي إلى الشرق. كان اسمها Baracca أيام الاحتلال الإيطالي.